# Provinciale weg 853

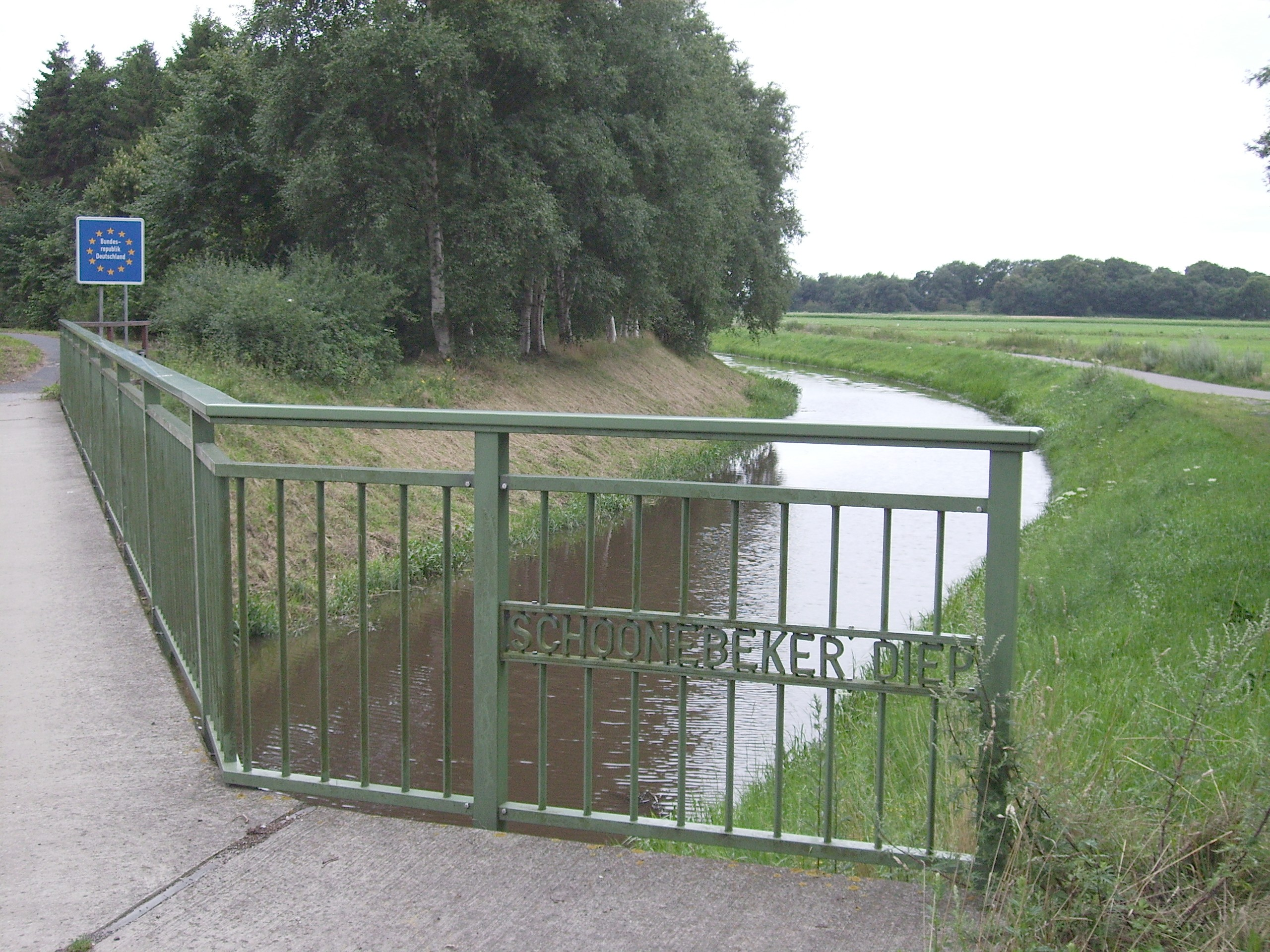
De grensovergang tussen Schoonebeek en Emlichheim is het eindpunt van de N853

De provinciale weg 853 (N853) is een provinciale weg in de provincie Drenthe.
De weg loopt tussen de A37 en de Duitse grens bij Schoonebeek. Getuige de hectometrering begint de N853 even ten noorden van de A37 bij de splitsing met de Verlengde Herendijk. De weg heet daar Dikkewijk. Bij Nieuw-Amsterdam heet de weg Vierslagenweg. Nabij Schoonebeek heet de weg Nieuw-Amsterdamseweg. Van de rotonde in Schoonebeek, waar de weg de N863 kruist, tot aan de grens heet de weg Lauensteinstraat. Nadat de weg de grens heeft gepasseerd bij het Schoonebeker Diep, gaat deze over in de Duitse L44b en heet daar Ossestraße. De eerstvolgende plaats op Duits grondgebied is Emlichheim.
Van 2007 tot eind 2008 is gewerkt aan de doorstroming van de N853 - onder de projectnaam Aanleg Ontsluitingsweg Vierslagen - en werden er een aantal rotondes aangelegd tussen de aansluiting met de A37 en Nieuw-Amsterdam. Verder werd de N853 in de vorm van een rondweg rond het dorp Nieuw-Amsterdam aangelegd, waardoor er minder verkeer van en naar de autosnelweg A37 dwars door het dorp hoefde te rijden. De nieuwe N853 is op 23 oktober 2008 geopend. Hierdoor is Tuinbouwcentrum Erica beter bereikbaar vanaf de autosnelweg.

## Bezienswaardigheden langs de weg
- Grote Rietplas, een recreatieplas
- Stieltjeskanaal, een kanaal dat is ontworpen door Thomas Joannes Stieltjes sr.
- Westerse Bos, een buurtschap met een beschermd dorpsgezicht
- Schoonebeker Diep, een grenswater tussen Nederland en Duitsland
- Monument verkeersslachtoffer Mark
- Luchtwachttoren 7Z3 - Schoonebeek, een luchtwachttoren uit de Koude Oorlog

N34 · N46 · N351 · N353 · N354 · N355 · N356 · N357 · N358 · N359 · N360 · N361 · N362 · N363 · N364 · N365 · N366 · N367 · N368 · N369 · N370 · N371 · N372 · N373 · N374 · N375 · N376 · N377 · N378 · N379 · N380 · N381 · N382 · N383 · N384 · N385 · N386 · N387 · N388 · N390 · N391 · N392 · N393 · N398

N851 · N852 · N853 · N854 · N855 · N856 · N857 · N858 · N860 · N861 · N862 · N863 · N865 · N910 · N913 · N917 · N918 · N919 · N924 · N927 · N928 · N962 · N963 · N964 · N966 · N967 · N969 · N972 · N973 · N974 · N975 · N976 · N977 · N978 · N979 · N980 · N981 · N982 · N983 · N984 · N985 · N986 · N987 · N988 · N989 · N990 · N991 · N992 · N993 · N994 · N995 · N996 · N997 · N998 · N999

Cursief vermelde wegen zijn voormalige provinciale wegen.